# Nothing's gonna change
Nothing's gonna change is de tweede single van Sandra Reemer onder de groepsnaam Xandra. Het is de openings- en afluittrack van hun album Xandra.
Deze single is opgenomen in dezelfde samenstelling als Colorado, echter er speelt op de A-kant een aantal gastmusici mee:
- Rick van der Linden (voormalig Ekseption) op toetsen
- Jan Akkerman (voormalig Focus) op gitaar
- Tom Barlage (voormalig Solution) op saxofoon

De beide liedjes zijn afkomstig van Rob en Ferdi Bolland, die tevens optraden als muziekproducenten.
De gehele combinatie ten spijt werd Nothing's gonna change geen hit in de Nederlandse top 40 en Nationale Hitparade.
Sandra Reemer

Al di là · Stille nacht, heilige nacht · 'k Zweef aan m'n ballonnetje · Gloria, gloria · Sluimer zacht · Singapura · Hoe leit dit kindeke · Mijn gitaar · Kopi susu · Als jij maar wacht · Een bos rozen · Heimwee · Mijn concert · Teddy song · Jij vergeet · Since you have gone · (I've got) A love like a rainbow · Simon Zealotes · Love me, honey · The party's over · Trust in me · This is your heartbeat · How little we know · Colorado · Nothing's gonna change · It hurts to be in love · America here I come · Indonesia · Get it on · Rien ne va plus · Fly like an angel · Gold · All out of love · Sleep with me tonight · Laughter in the rain · Goodnight, sweetheart, goodnight · Smoke gets in your eyes · La colegiala · For your love · He was the one · Love is cruel · Domenica · The last goodbye · Mensen zoals jij · Kom naar me toe · Alles wat ik wil · Een boom voor het leven · De mooiste droom is vogelvrij
Sandra en Andres

Storybook children · Somethin' in my heart · For the first time in my life · Reach for the moon · Let us pray together · Love is all around · Those words · Que je t'aime · Mary Madonna · Als het om de liefde gaat · Mama mia · Auntie · Aime-moi · Dzjing boem! · True love · You believed · Oh, nous sommes très amoureux
Dutch Divas

Work that body · From New York to L.A.